# Космос-2171
Космос-2171 је један од преко 2400 совјетских вјештачких сателита лансираних у оквиру програма Космос.
Космос-2171 је лансиран са космодрома Плесецк, СССР, 20. новембра 1991. Ракета-носач Сојуз је поставила сателит у орбиту око планете Земље. Маса сателита при лансирању је износила 6600 килограма. Космос-2171 је био осматрачки сателит.